# Вилла Гермес
Вилла Гермес (нем. Hermesvilla) — дворец в венском Лайнцер Тиргартене, бывшем охотничьем районе австрийских Габсбургов. Император Франц Иосиф I подарил его своей жене — императрице Елизавете, после чего он стал называться её «замком мечты» (нем. Schloss der Träume). Название виллы происходит от статуи Гермеса, созданной из белого мрамора скульптором Эрнстом Гертером, которая находится в саду. В XXI веке вилла знаменита хранящимися в ней произведениями искусства и красотой окружающей её природы. Замок используется Музеем города Вены для специальных выставок по истории культуры.

## История

### Статуя Гермеса
Летом 1881 года император Австро-Венгрии Франц Иосиф I решил построить виллу Гермес, первоначально имевшую название «Вилла Вальдру» (нем. Villa Waldruh — вилла «Лесное спокойствие»). Император надеялся, что вилла так понравится его постоянно путешествующей супруге Елизавете, всячески избегавшей императорских обязанностей и жизни в столице, что та обоснуется на ней и перестанет кочевать по всей Европе. Вилла была спроектирована архитектором Карлом фон Хазенауэром, её строительство продолжалось с 1882 по 1886 год.
В 1885 году было принято решение переименовать здание в «Виллу Гермес». Сама императрица заказала скульптуру Гермеса (нем. Hermés der Wächter) берлинскому  скульптору Эрнсту Гертеру и поручила разместить её в саду дворца. Существуют многочисленные документы, описывающие поставки камня и мрамора для лестниц в главном здании. В окружающих дворец зданиях и постройках использовались различные сорта камня: маннерсдорфский, алмасский, линдабруннский, санкт-маргаретенский, а также кайзерштайнский.
В 1886 году сама вилла и все прилегающие к ней здания — в том числе конюшня для лошадей императрицы Елизаветы — были закончены. С 1887 года вплоть до гибели Елизаветы в 1898 году императорская чета регулярно проводила время во дворце: каждый год в конце весны, от нескольких дней до пары недель.

### Фонтан во внутреннем дворе виллы
Разрабатывая план территории, император Франц Иосиф приказал убрать все соседние луга, дабы удалить мух — он беспокоился об императрице, любящей верховую езду. В маленьком пруду неподалеку от главного здания была построена отдельная беседка для императрицы, не сохранившаяся до наших дней. Дорога, ведущая к вилле, была одной из первых улиц в Вене, получивших электрическое освещение. Вилла также была одним из первых зданий в Вене, оборудованных телефонной связью.
Во время послевоенной оккупации Вены, после Второй мировой войны, вилла была разграблена австрийскими Советами и в течение ряда лет находилась в запустении и оставаясь в плохом состоянии. В 1963 году диснеевский фильм «Чудесное спасение белых скакунов» возродил интерес к зданию: частная инициатива побудила австрийские власти к ремонту дворца, продолжавшемуся с 1968 по 1974 год.
Первая выставка на вилле открылась уже в 1971 году как часть австрийской экспозиции на «Всемирной выставке охоты» в Будапеште. С тех пор дворец стал «жемчужиной» Вены, расположенной в сердце природного заповедника в 2500 гектар и являющейся популярным местом среди любителей культуры эпохи Габсбургов. История и миф о «Сиси» — красивой и несчастной императрице с трагической судьбой — дополняют образ дворца.

## Интерьер

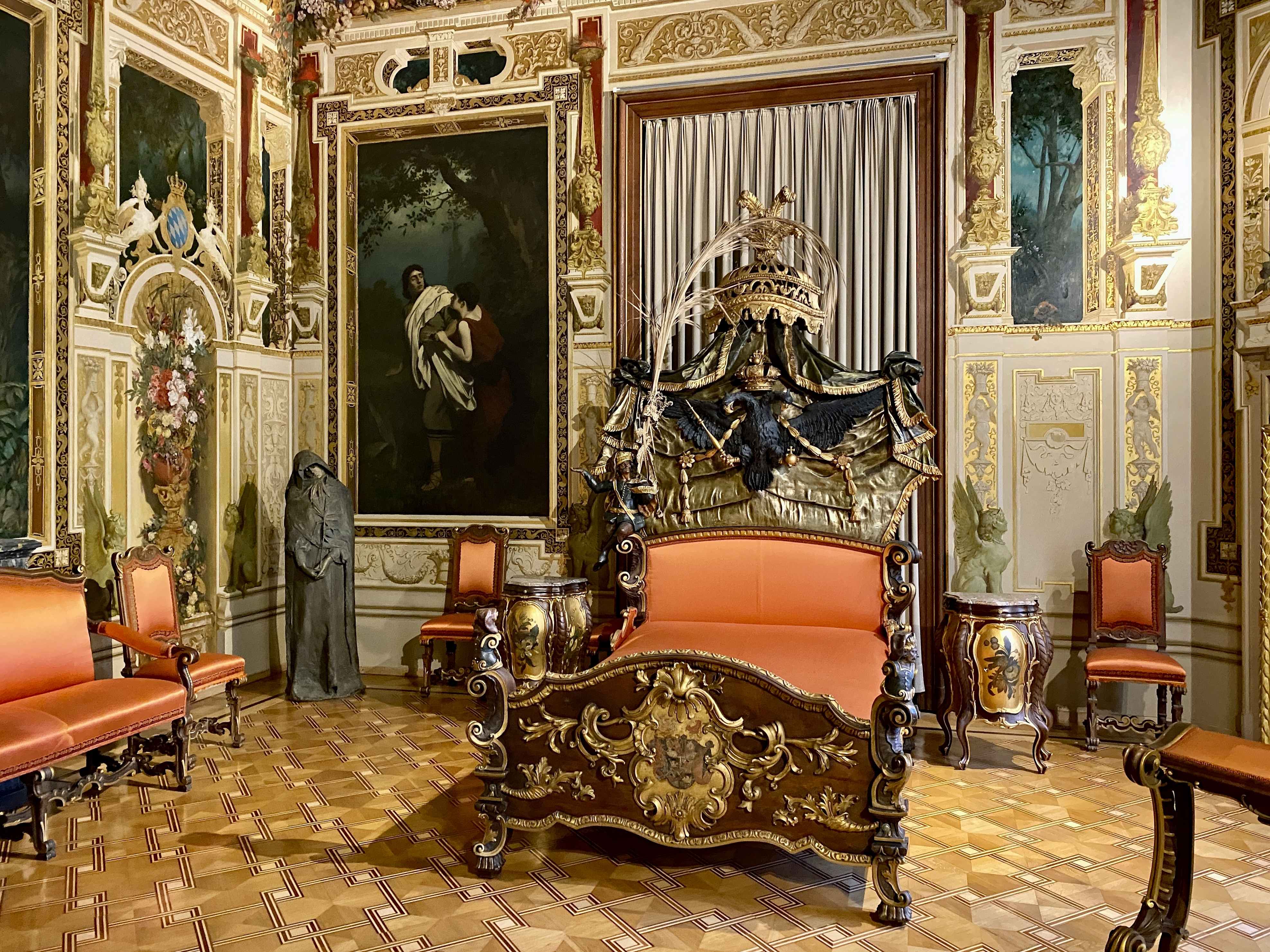
Вилла Гермес. Спальня императрицы

Фрески Ганса Макарта, Густава Климта и Виктора Тильгнера являются неотъемлемой частью интерьера виллы. На первом этаже находятся комнаты императрицы: одна из них была первоначально была оборудована гимнастическим оборудованием. На первом этаже также представлены фрески Августа Айзенменгера, Гуго Шарлемона и Адольфа Фалькенштейнера, демонстрирующие занятия различными видами спорта.
За гардеробной императрицы находится её спальня. В отличие от других комнат, здесь были сохранены многочисленные исторические артефакты — включая огромное барочное «государственную ложе» (кровать), относящееся ко временам императрицы Марии Терезии. Фрески в этой спальне по мотивам шекспировского «Сна в летнюю ночь» первоначально должен был выполнить Макарт, но после его ранней смерти заказ был передан художественному товариществу братьев Густава и Эрнста Климтов и Франца Мача. Из спальни винтовая лестница ведёт на верхний этаж и в сад. В салоне дворца находится восстановленная картина «Весна» работы того же трио художников.
Перед виллой с 2006 года располагается скульптура «Элизабет» Ульрике Трюгера, первоначально установленная в Лайнцер Тиргартене в 2001 году. Статуя из каррарского мрамора имеет около 2,5 м в высоту и весит 6,5 тонн. Трюгер хотел, чтобы его работа была противопоставлением романтизированному стереотипу о «Сиси».

## Конюшни
Конюшни, первоначально построенные для лошадей императрицы, расположены в левой части двора. В значительной степени удалось сохранить их оригинальное оборудование. Между стойлами для лошадей находится «рондо» — круглая площадка диаметром 20 метров, на которой лошади гуляли в плохую погоду. С 1950-х до 2005 года эти конюшни использовались для липпицанских жеребцов испанской школы верховой езды: в течение семи недель жеребцам давали здесь «отпуск».